# Felipe Solís
Pour les articles homonymes, voir Solis.
Felipe Solís Olguín (18 décembre 1944 — 23 avril 2009) est un muséographe mexicain, chercheur et enseignant en archéologie, spécialiste de la Mésoamérique. Il a notamment été sous-directeur en archéologie de l'Institut national d'anthropologie et d'histoire (INAH) et directeur du Musée national d'anthropologie de Mexico (MNA).

## Biographie

### Formation et diplômes
Il a obtenu ses diplômes en archéologie, anthropologie et études mésoaméricaines de nombreuses années après avoir commencé à exercer comme chercheur puis professeur : sa licence en archéologie a été délivrée par l'École nationale d'anthropologie et d'histoire (ENAH) en 1982 ; l'Université nationale autonome du Mexique (UNAM) lui a validé une maîtrise en sciences anthropologiques en 1984, et une candidature du doctorat en études mésoaméricaines en 2002.

### Carrière

#### Recherche
Il a été chercheur à l'INAH à partir de 1972, avec la charge de « curador » (muséographe) des collections mexicas du MNA. Il a pris part à de nombreuses fouilles, dont celles de l'aqueduc de Chapultepec ou du site maya de Yaxchilan.

#### Enseignement
Il a été professeur à l'UNAM à partir de 1976.

#### Muséographie
Il a reçu en 2000 le prix «Miguel Covarrubias» pour la muséographie de la salle Mexica du MNA.

#### Publications
Il est l'auteur ou le coauteur d'une trentaine d'ouvrages, parmi lesquels on peut citer notamment :
- La cultura del maiz, Mexico, 1998.
- Dir., The Aztec Empire, New York, Guggenheim Foundation, 2004, 376 p.
- Felipe Solis (dir.), Teotihuacan : Cité des Dieux, Paris, Somogy Éditions d'Art, 2009, 480 p. (ISBN 9782757202951)

### Décès

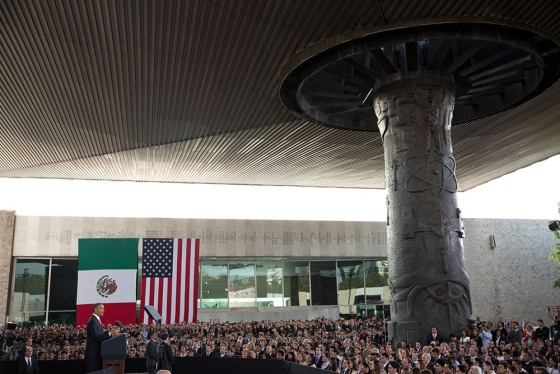
Discours de Barack Obama au musée national d'anthropologie.

Une rumeur a circulé sur les causes de sa mort, qui aurait été liée à la grippe A (H1N1) de 2009, mais les autorités mexicaines ont révélé que sa mort est due à des complications d'un état préexistant, sans rapport avec la grippe A.
Il a accompagné le président Barack Obama lors de sa visite du musée une semaine avant sa mort.